# أنطوان سيبيريسكي
انطوان سيبيريسكي (بالفرنسية: Antoine Sibierski) (5 أغسطس 1974 فرنسا - ) هو لاعب كرة قدم بولندي، يلعب كلاعب وسط، شارك في الألعاب الأولمبية الصيفية 1996.

## روابط خارجية
- أنطوان سيبيريسكي على موقع الاتحاد الدولي (مؤرشف)  (الإنجليزية)
- أنطوان سيبيريسكي على موقع قاعدة بيانات كرة القدم.إي يو (الإنجليزية)
- أنطوان سيبيريسكي على موقع ليكيب (الفرنسية)
- أنطوان سيبيريسكي على موقع Soccerbase.com (لاعب) (الإنجليزية)
- أنطوان سيبيريسكي على موقع Soccerway.com (الإنجليزية)
- أنطوان سيبيريسكي على موقع عالم كرة القدم.نت (الإنجليزية)
- أنطوان سيبيريسكي على موقع أوليمبيديا (الإنجليزية)